# Oberdörfl, Albeck
Oberdörfl je naselje v Občini Albeck v Okraju Trg na Koroškem v Avstriji.